# Ritzzeichnung

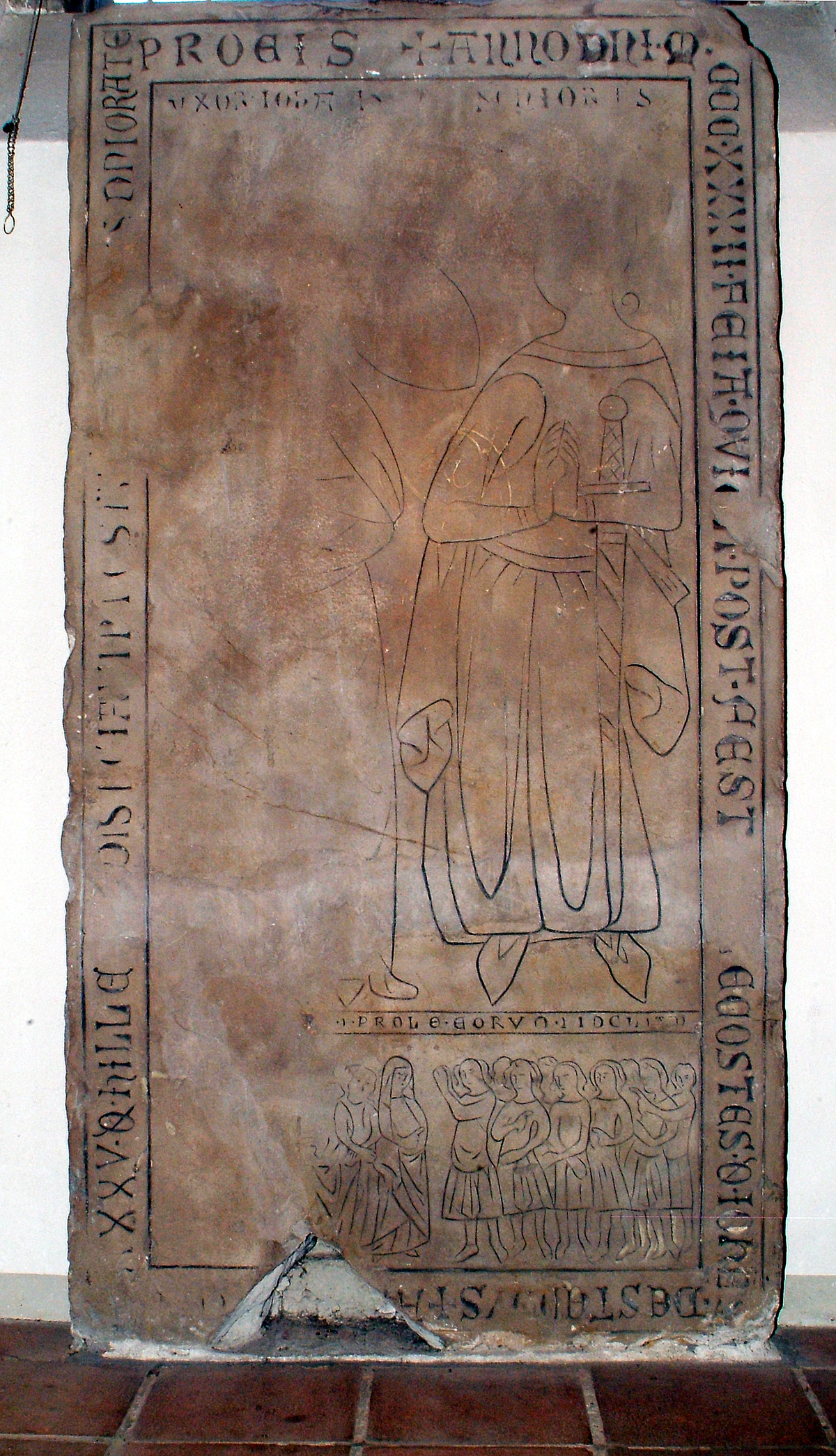
Grabplatte von Johannes de Lapideo Domo Senior und seiner Witwe Hildegardis, Ritzzeichnung, 14. Jahrhundert, Kreuzkirche

Ritzzeichnungen sind in einen harten Grund geritzte bildliche Darstellungen, die besonders in der europäischen Vorzeit unter anderem auf Felsen, Geweihstücken, Knochen oder Mammutelfenbein eingeritzt wurden. Ritzzeichnungen in Stein werden als Petroglyphen bezeichnet.
Aus dem 12./13. Jahrhundert sind so genannte Putz-Ritzzeichnungen bekannt, die in den feuchten Putz oder Stuck eingedrückt und manchmal mit andersfarbigem Material ausgefüllt wurden. Aus der Zeit des Mittelalters haben sich in Wandmauerwerken, Wandputz oder in den Steinbelägen von Fußböden auch Architekturzeichnungen erhalten.

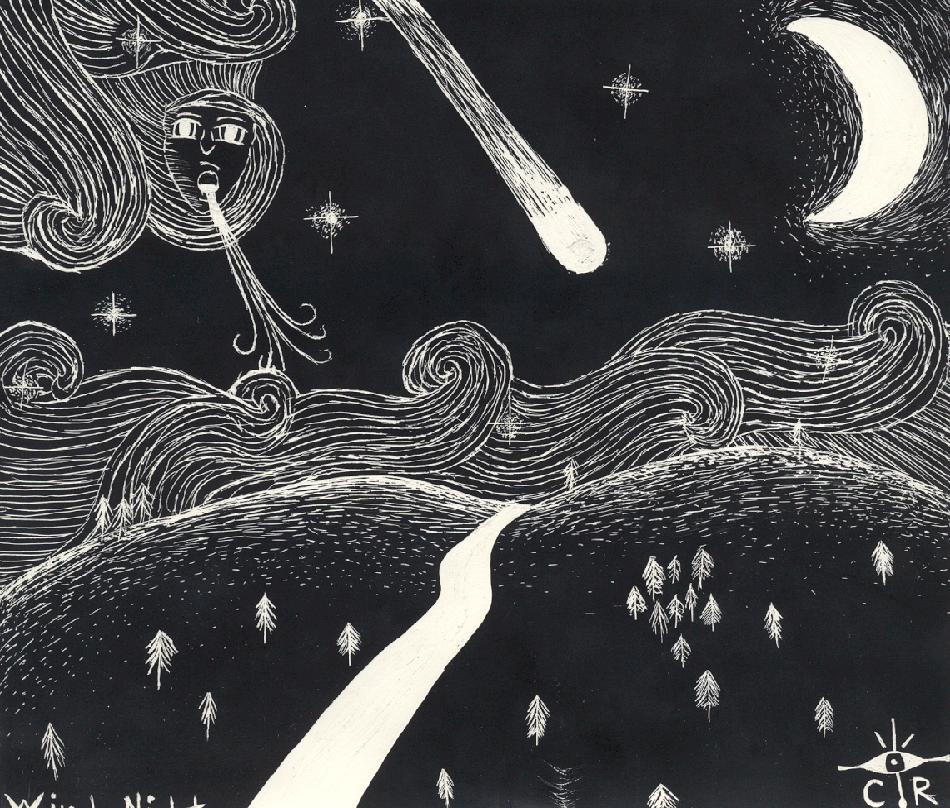
Windige Nacht, Ritzzeichnung auf Schabekarton

Außerdem gibt es Schabekartons (Rubbelkarton, Kratzkarton, englisch Scraperboard), in die man mit Schabemesser, Radiernadel, Holzschabegriffel oder anderen spitzen Gegenständen Bilder ritzen kann.